# Sjukstugan
Sjukstugan är en svensk hiphopgrupp från Stockholm, bildad 2011.
Sjukstugan består av rapparna Dirty Jens, Buju Anton och DJ Bjarne B, som efter att tidigare ha ingått i andra konstellationer började samarbeta i den nya gruppen i början av 2011. De släppte sin debutskiva Rap på svenska på BABA Recordings i augusti 2012. Den innehåller bland annat uppmärksammade singeln ”Zig Zag”. 9 maj 2014 släppte de sitt andra album, PsykoAkustik, på On Axis Recordings. På albumen medverkar också en rad gästartister.

## Diskografi
- 2012 – Rap på svenska
- 2014 – PsykoAkustik